# Apollo 20
Apollo 20 est une mission du programme Apollo annulée pour des raisons budgétaires. La NASA annonce son annulation le 4 janvier 1970, avant qu'aucun équipage ne lui ait été attribué.
Le module lunaire devait se poser à Marius Hills ou dans le cratère Tycho.
Aucune constitution d'équipage n'a jamais été officiellement établie mais, selon certaines sources officieuses[réf. nécessaire], l'équipage aurait pu être le suivant :
- Charles Conrad, commandant (ex-commandant d'Apollo 12, il aurait ainsi été le premier homme à marcher une seconde fois sur la Lune) ;
- Paul J. Weitz, pilote du module de commande ;
- Jack Lousma, pilote du module lunaire.

En 1971, au lendemain de l'abandon des trois dernières missions Apollo, ils sont tous les trois transférés sur le programme Skylab.

## Autres missions Apollo annulées
- Apollo 18
- Apollo 19